# Yellowstone (Whiskey)

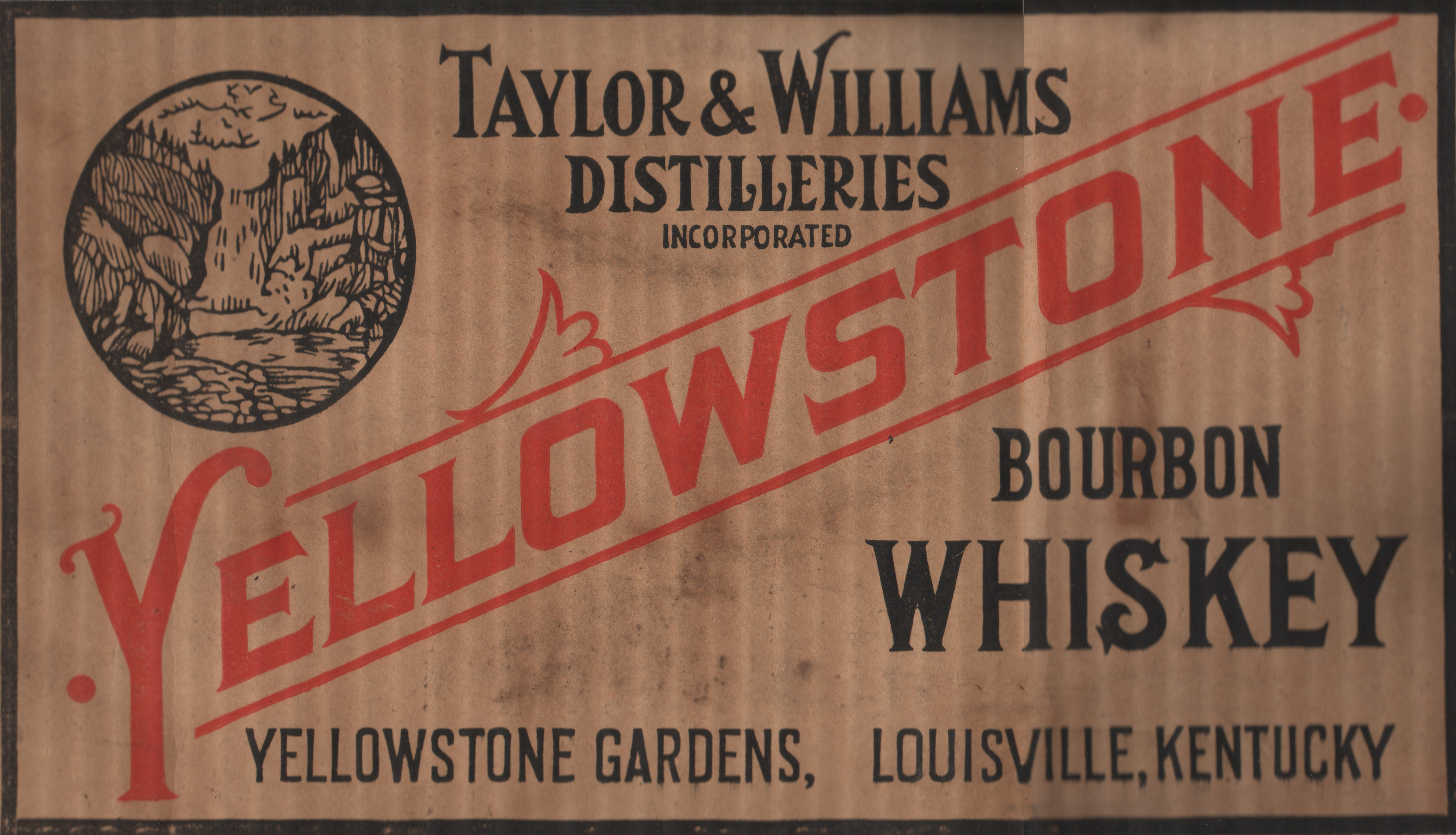
Etikett von 1940 mit einer Darstellung aus dem Yellowstone National Park

Yellowstone ist eine Whiskeymarke. Der Bourbon von Yellowstone war bis in die 1960er hinein einer der beliebtesten Whiskeys der USA. In den letzten Jahrzehnten verlor er an Marktanteilen und gehört nach mehreren Eigentümerwechseln dem unabhängigen Abfüller Luxco. Der Whiskey wird zurzeit bei Heaven Hill in Lexington, Kentucky gebrannt, Luxco baut aber mit der Limestone Branch Distillery in Lebanon, Kentucky eine eigene Destillerie für die Marke.

## Geschichte
Erschaffen wurde die Marke 1872 kurz nach Eröffnung des Yellowstone-Nationalparks durch die Getränkehändler Taylor & Williams aus Louisville, Kentucky. Die Händler kauften Whiskey in Großmengen von diversen Destillerien und füllte diese in eigene Flaschen unter eigenem Label ab. In den 1880ern ließen sie Joseph Aubrey Drake Graham in seiner neuen Cold-Springs-Destillerie im Nelson County, Kentucky den Whiskey für sich brennen. Der Whiskey war erfolgreich genug, dass Dant Taylor & Williams 1903 übernehmen konnte und neuer Präsident der zusammengeschlossenen Unternehmen wurde. 1910 kaufte Dant eine benachbarte Brennerei von Minor Case (M.C.) Beam aus der Jim-Beam-Familie. Das neue Unternehmen produzierte nur Yellowstone und Dant und die Beams leiteten das Unternehmen zusammen.
Nach dem Ende der Prohibition baute Dant zusammen mit seinen Söhnen eine in Shively, einem Vorort von Louisville und stellte, weiterhin in Zusammenarbeit mit den Beams wieder Yellowstone her. 1944 verkaufte er Unternehmen und Marke an den Whiskeyproduzenten Glenmore, ebenfalls aus Louisville, der während der Prohibition weiter medizinischen Whiskey herstellen durfte und eine dementsprechend gute finanzielle Ausstattung hatte. In den 1950ern und 1960ern war Yellowstone eine der erfolgreichsten Marken am Markt. Die Whiskey-Absatzkrise der 1970er traf das Unternehmen jedoch hart. Die gesamten 1980er hindurch sank die Produktion stetig, bis das Unternehmen 1991 endgültig schloss und die Marke vorerst vom Markt verschwand.
1993 wurde Glenmore mit Produktionsanlagen und Markenrechten aber ohne die alten Whiskeybestände an United Distillers (heute: Diageo) verkauft, die die Produktionsanlagen und die Yellowstone-Marke an Heaven Hill weiterverkaufte. Heaven Hill wiederum verkaufte die Marke sofort an Luxco weiter, das im Gegensatz bei Heaven Hill neuen Yellowstone-Whiskey produzieren ließ. Luxco positionierte den Whiskey als preiswerten Budget-Whiskey.

## Limestone Branch Destillerie
Die Limestone Branch Destillerie wurde 2012 von den Brüdern Steve Beam und Paul Beam – väterlicherseits Nachkommen von M.C. Beam, mütterlicherseits Nachkommen von J.B. Dants Bruder William – mit Hilfe von Geldern aus der Beam-Familie in Lebanon gegründet. Die Brüder begannen inmitten des Trends zu "Craft"-Bourbon und kleinen Marken eine eigene Brennerei aufzubauen. Bis 2014 verkauften sie ausschließlich White Dog – ungereiften klaren Whiskey, 2014 brachten sie ihren ersten drei Jahre gereiften Whiskey heraus. 2014 kaufte sich Luxco in die Brennerei ein und erwarb 50 %. Yellowstone Whiskey soll dort wieder hergestellt werden. Nach Angaben der Beams haben sie aus der Familie auch noch das Originalrezept dazu.
Produktionsbeginn in der eigenen Destillerie nach neuem Rezept ist für 2015 geplant, so dass der erste Yellowstone Bourbon aus Limestone Branch etwa 2019 in den Markt kommen wird.